# Mont Lambert
Pour les articles homonymes, voir Lambert.
Le mont Lambert est une colline située dans la commune de Saint-Martin-Boulogne, dans le département du Pas-de-Calais. Il est, avec 189 mètres d'altitude, l'un des points les plus hauts du Boulonnais et de la région Hauts-de-France. Il domine le milieu urbain de l'agglomération de Boulogne-sur-Mer.

## Voies de communication
L'autoroute A16 passe, à 175 m d'altitude, à l'ouest du mont Lambert. Elle permet de rejoindre Calais (en 25 minutes) et Dunkerque (en 45 minutes) au nord ainsi que Amiens (en 1 h 15) et Paris (en 2 h 30) vers le sud.

## Panorama
Depuis le mont Lambert et l'autoroute A16, on peut voir les communes de Boulogne-sur-Mer, Le Portel, Outreau, Équihen-Plage, Neufchâtel-Hardelot et Saint-Étienne-au-Mont. Ainsi, entre le mont Saint-Frieux et le mont Saint-Étienne, on peut apercevoir une petite partie des falaises de la Seine-Maritime et de le Sussex de l'Est (Fairlight Cove) ainsi que les côtes du Sud-Est de l'Angleterre (de Folkestone à Ramsgate).
Le panorama à l'arrière du mont Lambert est également intéressant : on y voit les éoliennes de Fiennes, les carrières du Boulonnais, le pays de Desvres, etc.

## Géologie
Le mont Lambert est composé de craie.

## Émetteur télévision et radio

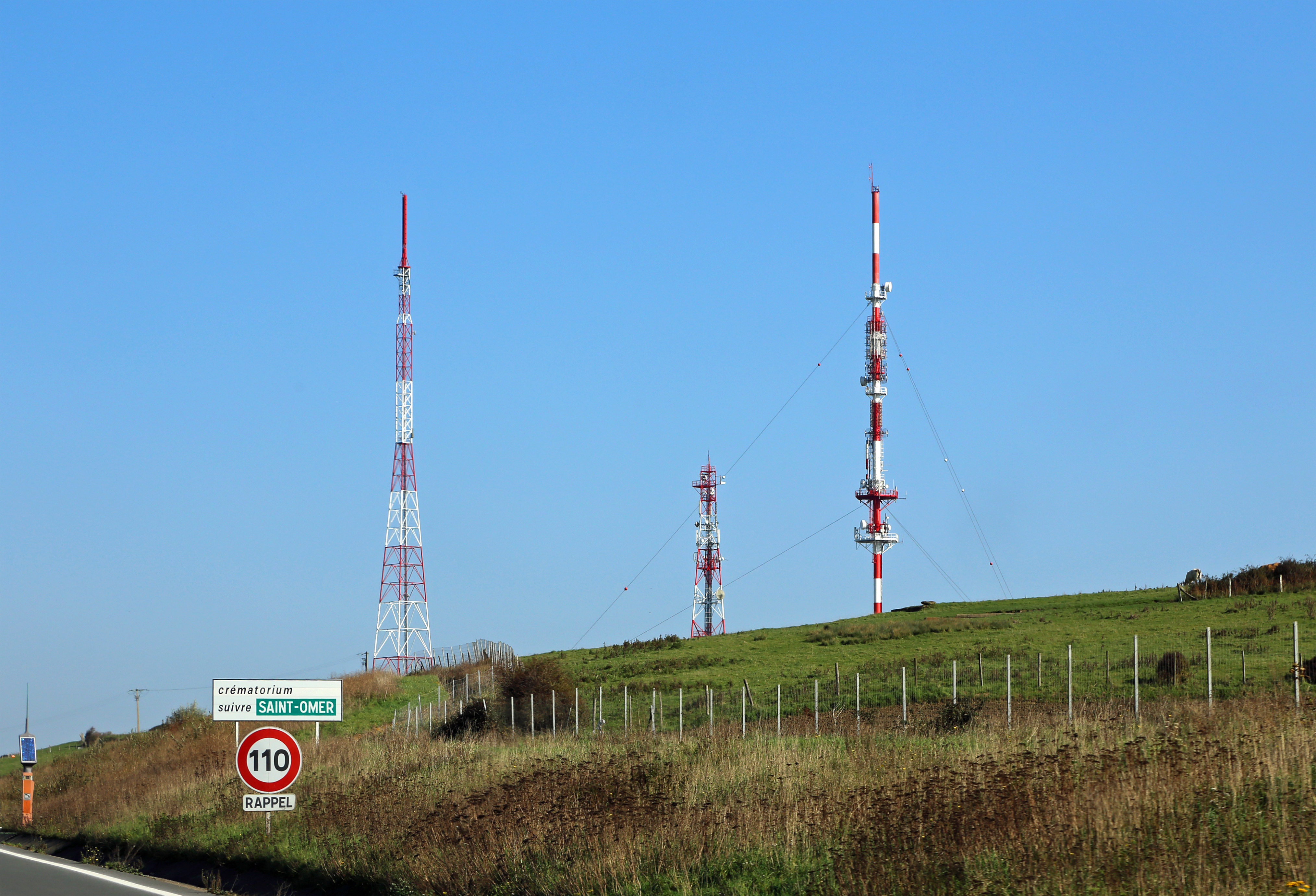
Les pylônes de l'émetteur du mont Lambert, vus de l'autoroute A16.

Au sommet du mont se trouvent trois pylônes de diffusion émettant la télévision numérique, la radio FM ainsi que des ondes pour la téléphonie mobile et d'autres réseaux.
La proximité avec l'Angleterre est souvent cause de problèmes de réception pour les Boulonnais.

## Quartier
Le mont Lambert a donné son nom à un quartier de Saint-Martin-Boulogne, situé à l'est de la ville, au niveau du sommet.